# Escola Tècnica Superior d'Enginyeria de Camins, Canals i Ports de Barcelona
L'Escola de Camins es va crear l'any 1973 per una sèrie d'enginyers de camins i empreses catalanes, constituent-se en un patronat presidit per Victoriano Muñoz Oms.

## Titulacions

### Títols de grau[2]
Les primeres dues titulacions habiliten per la professió d'Enginyer/a Tècnic/a d'Obres Públiques:
- Programa Acadèmic de Recorregut Successiu en Enginyeria de Camins, Canals i Ports
- Grau en Enginyeria Civil

Un cop finalitzats els estudis de grau, s'obté accés al Màster en Enginyeria de Camins, Canals i Ports, el qual habilita per la professió regulada d'Enginyer/a de Camins, Canals i Ports.
Altres estudis impartits pel Departament d'Enginyeria Civil i Ambiental son:
- Grau en Enginyeria Ambiental

Finalment, la següent titulació s'imparteix a l'Escola Tècnica Superior d'Enginyeria de Camins, Canals i Ports de Barcelona, l'Escola Superior d'Agricultura de Barcelona (Castelldefels) i l'Escola Politècnica Superior d'Enginyeria de Vilanova i la Geltrú:
- Grau en Ciències i Tecnologies del Mar

L'Escola de Camins ofereix diferents possibilitats d'obtenir dobles i triples titulacions. Aquests estudis s'imparteixen conjuntament amb altres centres i universitats nacionals i estrangeres de manera que els/les estudiants poden cursar part de la seva formació en cada centre: Escola Politècnica Superior d'Enginyeria de Manresa (EPSEM), École Centrale de Nantes, Centrale Supélec, École des Ingénieurs de la Ville de Paris (EIVP), École Polytechnique, École Supérieur d'Ingenieurs des Travaux de la Construction de Caen (ESITC-Caen), École Supérieure des Travaux Publics (ESTP), Politecnico di Milano, Tongji University, École des Hautes Études Commerciales (HEC) i Illinois Institute of Tecnology (IIT).

### Títols de màster[4]
L'Escola de Camins ofereix 1 màster amb atribucions que habilita per a la professió d'Enginyer/a de Camins, Canals i Ports:
- Màster en Enginyeria de Camins, Canals i Ports

L'Escola de Camins ofereix 7 màsters especialitzats:
- Màster en Enginyeria del Terreny (aquest màster permet fer una doble titulació entre el Màster en Enginyeria de Mines (MEM) a l'Escola Politècnica Superior d'Enginyers de Manresa, que habilita per a l'exercici de la professió regulada d'Enginyer/a de Mines, i el Màster en Enginyeria del Terreny (MET) a l'Escola de Camins)
- Màster en Enginyeria Estructural i de la Construcció
- Màster en Enginyeria Ambiental
- Master's Degree on Numerical Methods in Engineering
- Advanced Master's Degree in Structural Analysis of Monuments & Historic Constructions (SAHC)
- Master's Degree in Urban Mobility (des del curs acadèmic 2020-2021), (la titulació s'imparteix coordinadament entre l'Escola de Camins, l'Escola Tècnica Superior d'Arquitectura de Barcelona, l'Escola Tècnica Superior d'Enginyeria Industrial de Barcelona, l'Escola Tècnica Superior d'Enginyeria de Telecomunicació de Barcelona i la Facultat d'Informàtica de Barcelona)
- Màster en Ciències del Mar: Oceanografia i Gestió del Medi Marí (la titulació s'imparteix coordinadament entre la Facultat de Biologia de la Universitat de Barcelona i l'Escola de Camins de la Universitat Politècnica de Catalunya, essent la porta d'entrada principal al doctorat en Ciències del Mar de la UB i la UPC)

L'Escola de Camins ofereix 2 Màsters Erasmus Mundus, un segell de qualitat europeu. Aquests estudis s'imparteixen conjuntament amb universitats estrangeres, donant així la possibilitat als estudiants de cursar part de la seva formació en cada centre:
- Master's Degree in Flood Risk Management
- Master's Degree in Hydroinformatics and Water Management (EuroAquae)

### Programes de doctorat[6]
L'Escola de Camins ofereix 8 programes de doctorat dins l'àmbit de coneixement de l'Enginyeria Civil:
- Doctorat en Enginyeria Civil (per a titulats/des de Màster dins l'àmbit de l'Enginyeria Civil, prioritàriament, o qualsevol titulació universitària científica i/o tècnica)
- Doctorat en Anàlisi Estructural (per a titulats/des de Màster en Enginyeries i Arquitectes)
- Doctorat en Enginyeria de la Construcció (per a titulats/des de Màster dins l'àmbit de l'Enginyeria Civil i Industrial, i Arquitectura)
- Doctorat en Enginyeria del Terreny (per a titulats/des de Màster dins l'àmbit de l'Enginyeria Civil, l'Arquitectura i les Ciències Pures i Aplicades, en especial Enginyers/es Civils i Geòlegs/ogues)
- Doctorat en Enginyeria i Infraestructures del Transport
- Doctorat en Enginyeria Sísmica i Dinàmica Estructural (per a titulats/des de Màster dins l'àmbit de l'Enginyeria Civil, l'Enginyeria Geològica, l'Arquitectura, i també postgraus en altres àrees afins a les Ciències de la Terra)
- Doctorat en Enginyeria Ambiental (per a titulats/des de Màster dins l'àmbit de l'Enginyeria Ambiental, les Ciències Ambientals, la Química i la Física)
- Doctorat en Ciències del Mar (per a titulats/des de Màster dins l'àmbit de les Ciències del Mar/Oceanografia, Geologia, Biologia, Física, Matemàtiques, Química, Geografia, Enginyeries, preferentment del camp Civil i Naval, però també Industrial i de Telecomunicació, i Arquitectura)